# Anisodes harrietae
Anisodes harrietae är en fjärilsart som beskrevs av Robinson 1975. Anisodes harrietae ingår i släktet Anisodes och familjen mätare. Inga underarter finns listade i Catalogue of Life.